# James Hall (fútbol americano)
James Hall ( * Nueva Orleans, Luisiana, 4 de febrero de 1977) es un defensive end en la National Football League y en la actualidad está jugando para los St. Louis Rams. Hall asistió a la Universidad de Míchigan. Fue descartado para la 2000 NFL Draft, pero firmó con los Detroit Lions. Hall tuvo una carrera de 3.5 sacos medios contra los Buffalo Bills el 15 de octubre de 2006. The Lions ganaron el juego y consiguieron su primera victoria de la temporada 2006-07. Hall fue negociado para los St. Louis Rams de los Detroit Lions a cambio de una 5ª ronda de selección en la 2007 NFL Draft.
- Datos: Q5486985
- Multimedia: James Hall (American football) / Q5486985